# Максимів Олексій Михайлович
Максимів Олексій Михайлович (16 березня 1876, ? — 22 лютого 1924, Софія, Болгарія) — генеральний хорунжий Армії Української Держави.

## Життєпис
Походив з козаків Всевеликого Війська Донського.
Закінчив Донський кадетський корпус, Костянтинівське артилерійське училище (у 1897 році), служив у 17-й Донській козачій батареї. Закінчив два класи Миколаївської академії Генерального штабу за 2-м розрядом (у 1903 році). Згодом — помічник інспектора класів Володимирського Київського кадетського корпусу. З серпня 1910 року — помічник інспектора класів Володимирського військового училища. Останнє звання у російській армії — полковник.
З березня 1918 року — начальник Інструкторської школи старшин. Під час Гетьманату одержав звання генерального хорунжого. З 24 вересня 1918 року — за сумісництвом начальник 2-ї Київської юнацької військової школи.
У грудні 1918 року виїхав на Дон. З 19 вересня 1919 року — начальник штабу інспектора кавалерії Донської армії. З 18 листопада 1919 року — начальник Атаманського козачого училища Збройних Сил Півдня Росії.
Помер та похований у місті Софія, Болгарія.